# Arcesilao III de Cirene
Arcesilao III (en griego antiguo: Ἀρκεσίλαος, fallecido en el 515 a. C. en Cirene) fue un rey griego de la Cirenaica (actual Libia), siendo el sexto miembro de la dinastía de los batiadas en ocupar dicho trono, después de suceder a su padre Bato III en el año 530 a. C. Fue asesinado quince años después de comenzar su reinado por exiliados cireneos.

## Biografía
Arcesilao III era hijo natural de Bato III y de la reina Feretima. Su hermana era Ladice, quien se casaría con el faraón Amosis II. Se sabe que sus abuelos paternos fueron el rey Arcesilao II, por quien coge el nombre, y la reina Eryxo. 
Heródoto describió a Arcesilao III como un personaje obstinado, que no aceptó ni soportó los cambios constitucionales que su padre había realizado en el reino siguiendo el consejo de su asesor, el filósofo Demónax, con lo que se limitaba el poder regio. Arcesilao potenció las relaciones comerciales con Cartago, casándose con la hija del rey Alazir. Por la fuerza, Arcesilao y su madre intentaron derrocar la nueva constitución de la Cirenaica, aunque acabaron exiliándose. Arcesilao en la isla de Samos y su madre en la corte del rey Evelton en Salamina, en la actual isla de Chipre, quien le negó todo apoyo militar a su hijo.
El rey volvió al frente del reino con un grupo de mercenarios y emigrantes procedentes de Jonia y entró en Cirene ejerciendo una cruel venganza sobre sus oponentes. Para asegurar su poder envió una embajada a Menfis y se declaró vasallo del rey de Persia Cambises II, después de que este conquistara y subyugara Egipto. Arcesilao se comprometió a pagarle un tributo anual, aunque la oferta, finalmente, acabó en agua de borrajas.
Arcesilao consideró que había roto las instrucciones del oráculo de Delfos, que le había recomendado moderación en la victoria, y para cumplir los deseos divinos se retiró a Barca, gobernada por su suegro Alazir. No obstante, en esta ciudad, en el año 515 a. C., unos exiliados de Cirene, apoyados por otros cómplices de Barca, tendieron una trampa a Arcesilao y a su suegro y los mataron. Feretima, la madre de Arcesilao, en venganza, pidió al noble persa Ariandes, sátrapa en Egipto, que le ayudara. Ariandes desembarcó con un ejército en la zona y sitió Cirene durante nueve meses. Tras la ocupación de la ciudad, todo aquel vecino sospechoso de haber participado en el regicidio fue acusado de traición y condenado a muerte.
Le sucedería en el trono su hijo Bato IV. Feretima, por su parte, instalado su nieto en el trono real decidió trasladarse a Egipto, muriendo poco después por enfermedad.